# ناهي (اسم)
ناهي هو اسم علم مذكر من أصل عربي، ومعناه هو الزاجر المعنف الذي ينهى عن فعل الشر.

## شخصيات تحمل الاسم
- ناهي مهدي (القرن 20 – )

## وصلات خارجية
- موسوعة السلطان قابوس لأسماء العرب